# Maurizio Garzoni
Maurizio Garzoni (Torino, 2 dicembre 1734 – 1804) è stato un prete domenicano italiano e missionario in Kurdistan, considerato il "padre della curdologia" grazie alla sua edizione della prima grammatica curda.

## Biografia

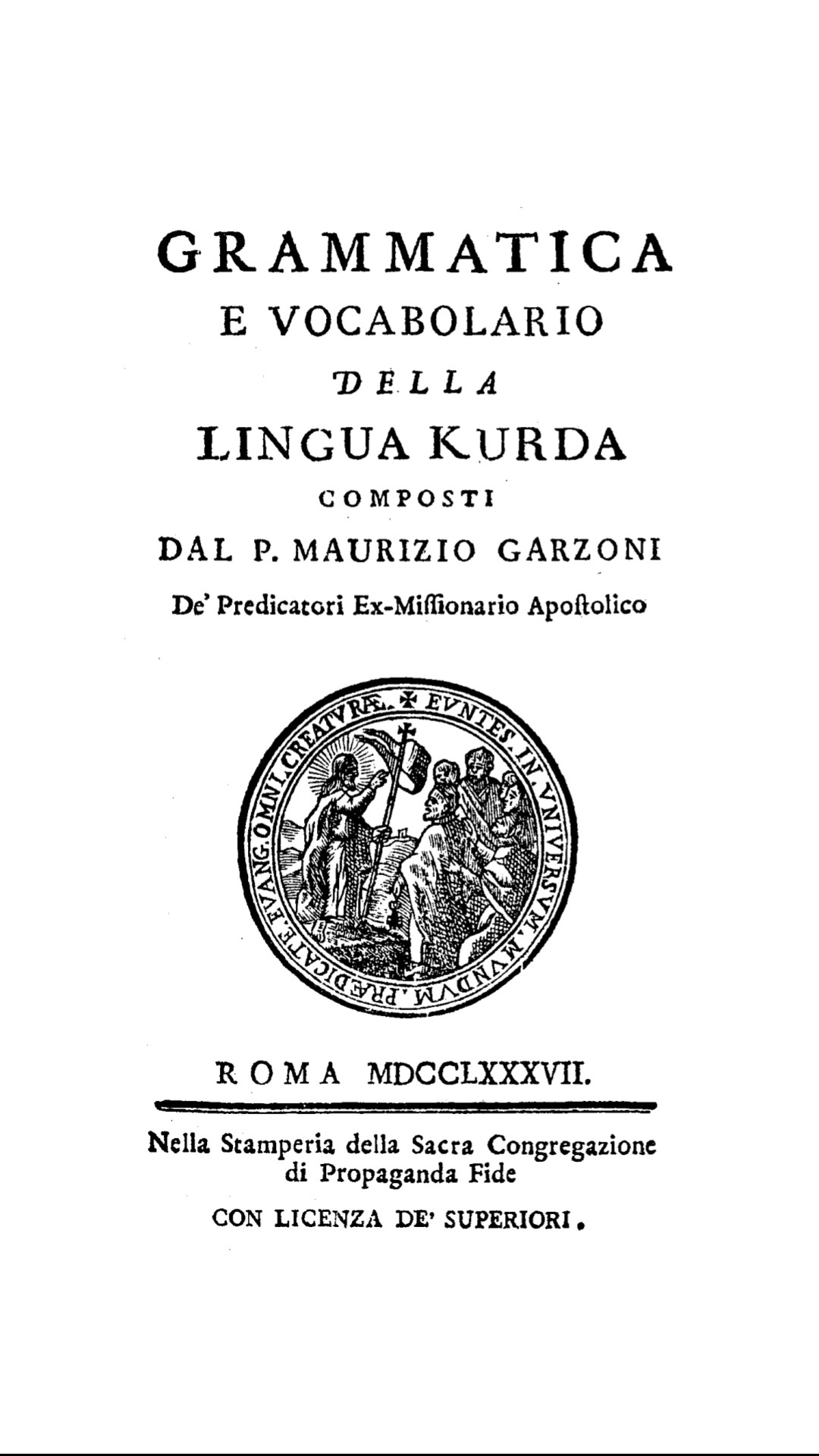
Grammatica e Vocabolario della Lingua Kurda, di Maurizio Garzoni

Maurizio Garzoni nacque il 2 dicembre 1734 a Torino. Prese i voti e fu ordinato sacerdote nell'ordine domenicano presso il monastero di Santa Sabina a Roma il 26 novembre 1754.
Fu inviato in missione apostolica a Mosul nel 1762, dove fu nominato prefetto della missione domenicana dal 1770 al 1781. Nel 1782 contrasse un'infezione agli occhi e fu costretto a tornare in Italia per evitare di diventare cieco. Tornò a Mosul nel 1786 dove rimase per altri due anni prima di tornare in Italia.

### Il "Padre della curdologia"
Durante i suoi diciotto anni di missione in Kurdistan, trascorse molto tempo nella città e nella regione di Amadiya, popolata da curdi musulmani, curdi yazidi, ebrei e cristiani assiri e nestoriani. Osservò che la lingua araba, presente nella città di Mosul e in alcuni villaggi circostanti, era poco utilizzata nella regione di Amadiya. I nestoriani parlavano caldeo o assiro, i giacobiti un dialetto siriaco e gli armeni la lingua armena. Per contro, tutti gli uomini cristiani parlavano il curdo, che costituiva quindi la lingua di comunicazione tra i musulmani e le varie comunità cristiane.
Basandosi sul dialetto Kurmanji parlato ad Amadiya, pubblicò a Roma, nel 1787 l'opera intitolata Grammatica e Vocabolario della Lingua Kurda,, sancendo l'originalità della lingua curda, che fino ad allora era considerata un dialetto persiano. Il suo lavoro comprendeva un dizionario italo-curdo di circa 4.600 vocaboli.
Scrisse anche una nota sugli yazidi.
Garzoni fu il primo ricercatore a prendere scientificamente in considerazione l'originalità della lingua curda. Per tale motivo è considerato il "Padre della curdologia", il pioniere dei grammatici curdi e "precursore nello studio delle lingue orientali".